# Beast Games
Beast Games ist eine 2024 ausgestrahlte Reality-Wettbewerbsserie, die von Jimmy „MrBeast“ Donaldson, Tyler Conklin, Sean Klitzner und Mack Hopkins entwickelt wurde. Unter der Moderation von Donaldson begleitet Beast Games 1000 Teilnehmer – die größte Besetzung für eine Reality-Show – im Kampf um 5 Millionen Dollar, die als größter Einzelpreis in der Geschichte des Reality-Fernsehens angepriesen werden.
Inspiriert durch die virale Netflix-Show Squid Game und Donaldsons virales Video „$456.000 Squid Game in Real Life!“, wurden die ersten beiden Episoden von Beast Games am 19. Dezember 2024 auf Amazon Prime Video veröffentlicht, wobei die komplette Serie aus zehn Episoden besteht, die wöchentlich donnerstags erscheinen. Am selben Tag veröffentlichte Jimmy Donaldson auf seinem YouTube-Kanal auch das Probespiel für die Spielshow mit dem Titel „2.000 People Fight for $5.000.000“, in dem er die Anzahl der Teilnehmer von 2000 auf 1000 in einer Reihe von Herausforderungen reduzierte. Am 25. Januar 2025 lud MrBeast ein Video mit dem Titel „Each Minute One Person is Eliminated“ (Jede Minute wird eine Person eliminiert) hoch, in dem 20 Personen, die zuvor aus der Beast-Games-Show ausgeschieden waren, erneut teilnehmen und um 500.000 $ kämpfen, die später auf 431.000 $ reduziert wurden.

## Besetzung
Adaptiert von der Pressemitteilung der Amazon MGM Studios. Die Moderatoren und Produzenten sind wie folgt:

### Moderatoren
- Jimmy Donaldson (Moderator)
- Chandler Hallow (Co-Moderator)
- Nolan Hansen (Co-Moderator)
- Karl Jacobs (Co-Moderator)
- Tareq Salameh (Co-Moderator)
- Mack Hopkins (Co-Moderator)
- Cody Owen (Co-Moderator)
- Casey Owen (Moderator)
- Kendall Owen (Moderatorin)

### Produzenten
- Matt Apps
- Joe Coleman
- Tyler Conklin
- Michael Cruz
- Jimmy Donaldson
- Keith Geller
- Mack Hopkins
- Chris Keiper
- Sean Klitzner
- Joshua Kulic
- Rachel Skidmore
- Charles Wachter

### Gäste
- Lil Yachty (in Folge 5)[4]

### Teilnehmer
- Jeffrey Randall Allen, Gewinner